# Uvaria macropoda
Uvaria macropoda este o specie de plante angiosperme din genul Uvaria, familia Annonaceae, descrisă de Joseph Dalton Hooker și Thomas Thomson. Conform Catalogue of Life specia Uvaria macropoda nu are subspecii cunoscute.